# 39th Avenue
39th Avenue – stacja metra nowojorskiego, na linii N i Q. Znajduje się w dzielnicy Queens, w Nowym Jorku i zlokalizowana jest pomiędzy stacjami 36th Avenue i Queensboro Plaza. Została otwarta 19 lipca 1917.